# Aliança Hongaresa (Partit polític eslovac)
L'Aliança Hongaresa (en eslovac Maďarská Aliancia; en hongarès: Magyar Szövetség, Szövetség–Aliancia) és un partit polític eslovac fundat el 1994, d'ideologia demòcrata cristiana que defensa els interessos dels Hongaresos d'Eslovàquia. Fou creat com a Partit de la Comunitat Hongaresa al 1994 de la fusió del Moviment Demòcrata-Cristià Hongarès (Magyar Kereszténydemokrata Mozgalom), del Moviment Polític Coexistència (Együttélés Politikai Mozgalom) i el Partit Cívic Hongarès (Magyar Polgári Párt), 
És membre del Partit Popular Europeu i de la Internacional Democrata de Centre, així com de la Unió Federalista de les Comunitats Ètniques Europees.

## Participació institucional
El partit es va convertir en membre del Partit Popular Europeu (PPE) el 7 de juny de 2000. Al Parlament Europeu, els seus diputats s'asseuen amb el grup PPE-DE.
Després de les eleccions legislatives eslovaques de 2002, el Partit de la Coalició Hongaresa d'Eslovàquia es va unir a la coalició de govern per segona vegada (després del període 1998-2002), va obtenir 321.069 vots (11,16% del total dels vots), i va ser el més estable de partits polítics en la coalició de govern. A les eleccions europees de 2004, el partit va obtenir 13,24% dels vots.
El partit ha tingut 4 ministres (Pál Csáky - Viceprimer Ministre per a la Integració Europea i Drets de les Minories, László Miklós - Ministre de Medi Ambient, László Gyurovszky - Ministre de Construcció i Desenvolupament Regional i Zsolt Simon - ministre d'Agricultura) i 6 secretaris d'Estat (Ministeri de Finances, Ministeri d'Educació, Ministeri d'Economia, Ministeri de Cultura, Ministeri de Relacions Exteriors i el Ministeri de Construcció i Desenvolupament Regional) en el Govern eslovac. Béla Bugár, el president del Partit de la Coalició Hongaresa en aquell moment, va ser el Vicepresident del Consell Nacional de la República Eslovaca. Després de les eleccions legislatives eslovaques de 2006 té 20 escons al Consell Nacional

## Organització
Les organitzacions locals formen part la base del partit. A finals de març de 2003, el nombre d'aquestes organitzacions locals era de 521 i el nombre de membres de 10.983. El Congrés del Partit és el seu òrgan suprem. Entre dos congressos l'organisme més alt del partit és el Consell Nacional. Cada funcionari i organisme és elegit de manera democràtica en sufragi secret. El lideratge del partit dels districtes coordina la tasca de les institucions locals en el districte.
Entre 1998 i 2007 va ser president del partit Béla Bugár. El President del Consell Nacional va ser Zsolt Komlósy, el líder del Grup Parlamentari Gyula Bardés i el Vicepresident Executiu era Miklós Duray. Pál Csáky va ser el president del Club de Ministres. El 31 de març de 2007 Pál Csáky va ser elegit per a president per l'assemblea del partit, succeint al més moderat Béla Bugár.
Béla Bugár va crear el partit Híd–Most el 30 de juny de 2009, afirmant que Csáky era massa nacionalista. El seu nou partit (el seu nom significa "pont" en hongarès i eslovac) vol posar èmfasi en la cooperació entre els hongaresos i eslovacs.

## Objectius
Encara que el Partit de Coalició Hongaresa constantment manté una política estrictament neoliberal (o liberal conservadora), afirma representar la totalitat dels Hongaresos d'Eslovàquia, amb l'objectiu d'enfortir la seva condició jurídica i garantir la posició d'igualtat en la societat. El partit també presta atenció a la protecció dels drets d'altres minories que viuen a Eslovàquia. László Nagy, per exemple, diputat i una vegada president del Comitè del Parlament eslovac per als Drets Humans, Minories i Posició de la Dona, ha advocat per una solució als problemes que enfronta la població romaní. El partit dona suport a la igualtat política i cívica dels roma, però també defensa els retalls en el benestar social a la qual els romaní, igual que els altres ciutadans, tenen dret.

## Resultats electorals

### Consell Nacional
| Any                              | Vots    | %          | Escons   | +/– | Govern            |
| -------------------------------- | ------- | ---------- | -------- | --- | ----------------- |
| Coalició Hongaresa               |         |            |          |     |                   |
| 1994                             | 292,936 | 10.19 (#3) | 17 / 150 | Nou | Oposició          |
| Partit de la Coalició Hongaresa  |         |            |          |     |                   |
| 1998                             | 306,623 | 9.12 (#4)  | 15 / 150 | 2   | Coalició          |
| 2002                             | 321,069 | 11.16 (#4) | 20 / 150 | 5   | Coalició          |
| 2006                             | 269,111 | 11.68 (#4) | 20 / 150 | =   | Oposició          |
| 2010                             | 109,638 | 4.33 (#7)  | 0 / 150  | 20  | Extraparlamentari |
| 2012                             | 109,484 | 4.28 (#8)  | 0 / 150  | =   | Extraparlamentari |
| Partit de la Comunitat Hongaresa |         |            |          |     |                   |
| 2016                             | 105,495 | 4.05 (#10) | 0 / 150  | =   | Extraparlamentari |
| Unió de la Comunitat Hongaresa   |         |            |          |     |                   |
| 2020                             | 112,662 | 3.90 (#9)  | 0 / 150  | =   | Extraparlamentari |
| Aliança Hongaresa                |         |            |          |     |                   |
| 2023                             | 130,183 | 4.39 (#9)  | 0 / 150  | =   | Extraparlamentari |

### Parlament Europeu
| Any                              | Líder           | Vots   | %           | Pos | Escons | +/– | Grup PE |
| -------------------------------- | --------------- | ------ | ----------- | --- | ------ | --- | ------- |
| Partit de la Coalició Hongaresa  |                 |        |             |     |        |     |         |
| 2004                             | Edit Bauer      | 92,927 | 13,24 / 100 | 5è  | 2 / 14 | Nou | EPP-ED  |
| 2009                             | Edit Bauer      | 93,750 | 11,33 / 100 | 3r  | 2 / 13 | =   | EPP     |
| Partit de la Comunitat Hongaresa |                 |        |             |     |        |     |         |
| 2014                             | Pál Csáky       | 36,629 | 6,53 / 100  | 7è  | 1 / 13 | 1   | EPP     |
| 2019                             | József Menyhárt | 48,929 | 4,96 / 100  | 7è  | 0 / 13 | 1   | –       |
| Aliança Hongaresa                |                 |        |             |     |        |     |         |
| 2024                             | József Berényi  | 57,350 | 3,88 / 100  | 8è  | 0 / 15 | =   | –       |

### President
| Any                              | Candidat                  | 1a volta  | 1a volta   | 1a volta | 2a volta  | 2a volta   | 2a volta |
| Any                              | Candidat                  | Vots      | %          | Pos      | Vots      | %          | Pos      |
| -------------------------------- | ------------------------- | --------- | ---------- | -------- | --------- | ---------- | -------- |
| Partit de la Coalició Hongaresa  |                           |           |            |          |           |            |          |
| 1999                             | Suport a Rudolf Schuster  | 1,396,950 | 47,4 / 100 | 1r       | 1,727,481 | 57,2 / 100 | Victòria |
| 2004                             | Suport a Eduard Kukan     | 438,920   | 22,1 / 100 | 3r       |           |            |          |
| 2009                             | Suport a Iveta Radičová   | 713,735   | 38,1 / 100 | 2n       | 988,808   | 44,5 / 100 | 2n       |
| Partit de la Comunitat Hongaresa |                           |           |            |          |           |            |          |
| 2014                             | Gyula Bárdos              | 97,035    | 5,1 / 100  | 5è       |           |            |          |
| 2019                             | József Menyhárt (retirat) | 1,208     | 0,1 / 100  | 15è      |           |            |          |
| 2019                             | Suport a Robert Mistrík   | 3,318     | 0,2 / 100  | 14è      |           |            |          |
| Aliança Hongaresa                |                           |           |            |          |           |            |          |
| 2024                             | Krisztián Forró           | 65,588    | 2,91 / 100 | 4t       |           |            |          |